# 中间蹄盖蕨
中间蹄盖蕨（学名：Athyrium intermixtum）为蹄盖蕨科蹄盖蕨属下的一个种。

## 扩展阅读
- 維基物種上的相關：中间蹄盖蕨